# Black Anima
 (septembre 2022).
La mise en forme du texte ne suit pas les recommandations de Wikipédia : il faut le « wikifier ».
Les points d'amélioration suivants sont les cas les plus fréquents. Le détail des points à revoir est peut-être précisé sur la page de discussion.
- Les titres sont pré-formatés par le logiciel. Ils ne sont ni en capitales, ni en gras.
- Le texte ne doit pas être écrit en capitales (les noms de famille non plus), ni en gras, ni en italique, ni en « petit »…
- Le gras n'est utilisé que pour surligner le titre de l'article dans l'introduction, une seule fois.
- L'italique est rarement utilisé : mots en langue étrangère, titres d'œuvres, noms de bateaux, etc.
- Les citations ne sont pas en italique mais en corps de texte normal. Elles sont entourées par des guillemets français : « et ».
- Les listes à puces sont à éviter, des paragraphes rédigés étant largement préférés. Les tableaux sont à réserver à la présentation de données structurées (résultats, etc.).
- Les appels de note de bas de page (petits chiffres en exposant, introduits par l'outil «  Source ») sont à placer entre la fin de phrase et le point final[comme ça].
- Les liens internes (vers d'autres articles de Wikipédia) sont à choisir avec parcimonie. Créez des liens vers des articles approfondissant le sujet. Les termes génériques sans rapport avec le sujet sont à éviter, ainsi que les répétitions de liens vers un même terme.
- Les liens externes sont à placer uniquement dans une section « Liens externes », à la fin de l'article. Ces liens sont à choisir avec parcimonie suivant les règles définies. Si un lien sert de source à l'article, son insertion dans le texte est à faire par les notes de bas de page.
- La présentation des références doit suivre les conventions bibliographiques. Il est recommandé d'utiliser les modèles {{Ouvrage}}, {{Chapitre}}, {{Article}}, {{Lien web}} et/ou {{Bibliographie}}. Le mode d'édition visuel peut mettre en forme automatiquement les références.
- Insérer une infobox (cadre d'informations à droite) n'est pas obligatoire pour parachever la mise en page.

Pour une aide détaillée, merci de consulter Aide:Wikification.
Si vous pensez que ces points ont été résolus, vous pouvez retirer ce bandeau et améliorer la mise en forme d'un autre article.
 (avril 2020).
Le contenu est difficilement compréhensible vu les erreurs de traduction, qui sont peut-être dues à l'utilisation d'un logiciel de traduction automatique.
Albums de Lacuna Coil
Delirium
(2016) Sleepless Empire
(2025)
Singles
1. Layers of Time
Sortie : 26 juillet 2019
2. Reckless
Sortie : 13 septembre 2019
3. Save Me
Sortie : 4 octobre 2019

Black Anima est le neuvième album studio du groupe de metal gothique Italien Lacuna Coil. Il a été publié chez Century Media Records le 11 octobre 2019. L'enregistrement a eu lieu au BRX Studio à Milan, Italie. C'est le premier album à présenter le batteur Richard Meiz, qui est également membre du groupe de death metal symphonique italien, Genus Ordinis Dei. Le 15 juillet 2019, l'ancien batteur Ryan Blake Folden annonce via Instagram qu'il ne jouairait pas sur Black Anima et qu'il ne ferait aucune tournée en dehors de celle aux États-Unis. Richard Meiz a été officiellement annoncé comme nouveau batteur de Lacuna Coil sur la page Facebook de Genus Ordinis Dei. 
Le single principal de l'album, " Layers of Time ", est sorti le 26 juillet 2019. Le groupe entamera la tournée Disease of the Anima, leur première tournée aux États-Unis, pour promouvoir l'album avec le co-vedette, All That Remains et d'autres invités spéciaux comme Bad Omens, Toothgrinder, Uncured et Eximious. 

## Contexte
Lacuna Coil a sorti son huitième album studio, Delirium, le 27 mai 2016. Afin de promouvoir l'album, le groupe a entrepris plusieurs tournées en tête d'affiche aux États-Unis, en Europe, en Amérique du Sud avec des artistes tels que Halestorm, 9ELECTRIC, Stitched Up Heart et Butcher Babies. En août 2017, ils ont également co-titré sur The Ultimate Principle Tour avec le groupe de metal symphonique néerlandais Epica. Après la fin du cycle de l'album Delirium, le groupe a continué à jouer, dont un spectacle pour leur 20e anniversaire lors d'une nuit à Londres qui a eu lieu le 19 janvier 2018. Cette performance live deviendra plus tard un DVD live nommé The 119 Show: Live In London et sortira en novembre 2018. 
En mai 2019, la chanteuse Cristina Scabbia annonce, via Instagram, l'entrée du groupe en studio pour enregistrer leur neuvième album studio. Le 5 juillet 2019, les comptes de médias sociaux du groupe sont devenus noirs. Les jours suivants, ces comptes  ont téléchargé deux symboles de style Furthark ressemblant aux lettres B et A. Le 8 juillet 2019; le groupe a posté une image du titre de l'album ainsi que la date de sortie sur son site officiel, ses réseaux sociaux officiels et sur le comptes personnels des membres du groupe. Le label du groupe, Century Media Records, a publié sur son site un communiqué de presse avec l'explication de Scabbia sur le titre. Elle écrit: « Black Anima, c'est nous tous. C'est toi et [sic] c'est moi, c'est tout ce que nous cachons et exposons farouchement à un monde à moitié endormi. C'est le miroir embué que nous regardons en cherchant la vérité. C'est le sacrifice et la douleur, [sic] sa justice et sa peur, c'est la fureur et la vengeance, c'est le passé et le futur. . . Des êtres humains dans la magnificence d'une ambiguïté inquiétante. Le noyau noir qui équilibre tout cela… car sans l'obscurité, la lumière n'existerait jamais. Nous vous présentons fièrement notre nouveau travail et nous avons hâte de vous accueillir dans notre étreinte. Nous sommes l'Anima. 
Le 15 juillet 2019, le groupe a publié une photo promotionnelle sur leurs médias. Le 19 juillet 2019, la pochette de l'album a été révélée. 

## Promotion

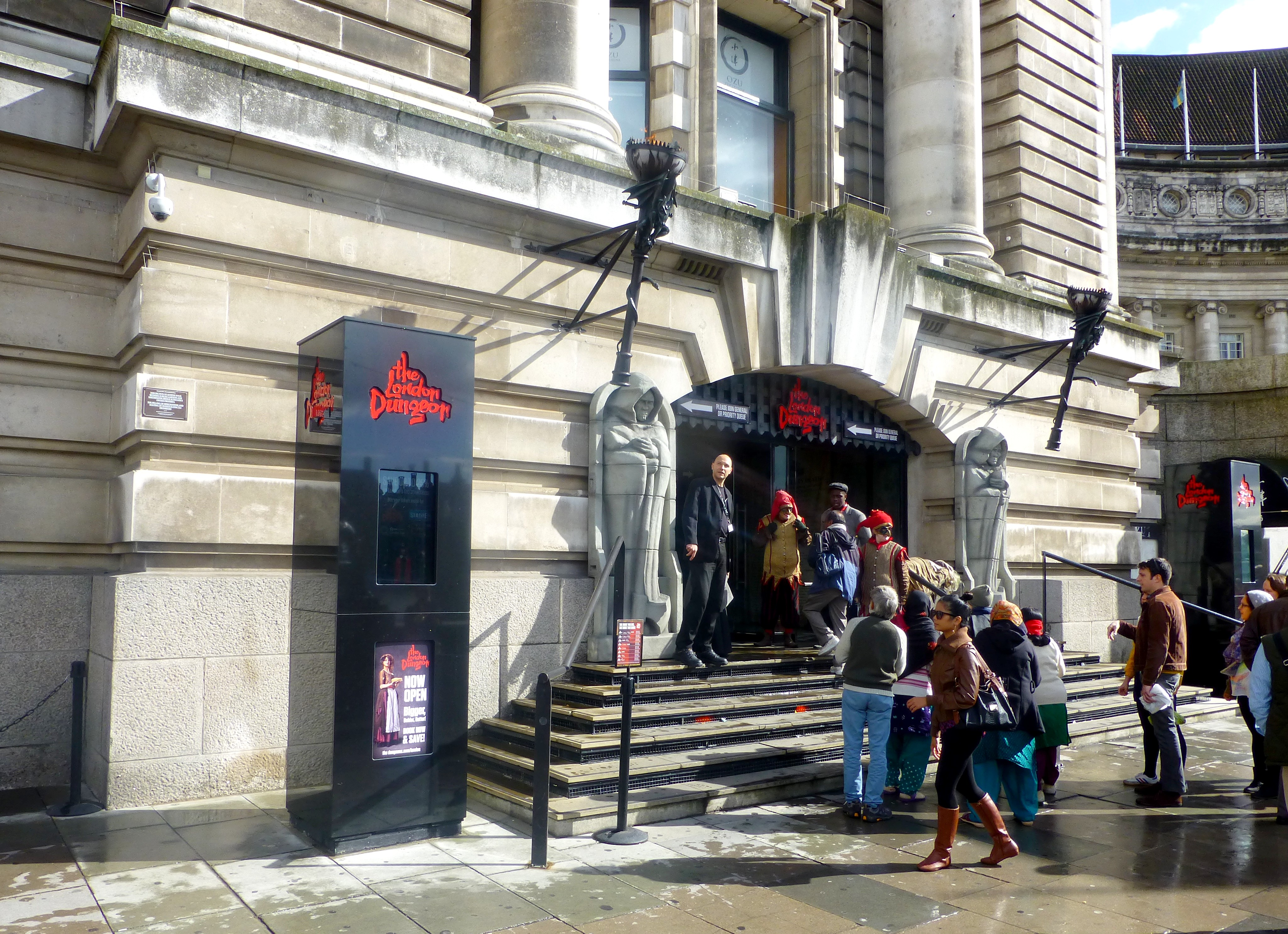
Une session d'écoute spéciale de l'album s'est tenue au London Dungeon, en Angleterre.

Le 2 juillet 2019, le magasin de musique de New York, Looney Tunes, a annoncé une rencontre avec les deux chanteurs, Cristina Scabbia et Andrea Ferro, le 25 juillet 2019. Sur leur site officiel, ils ont écrit; "Ceux qui assisteront à cet événement seront les PREMIERS Américains à entendre les morceaux de ce nouvel album! Vous aurez l'occasion de rencontrer le groupe, de prendre une photo avec eux grâce à notre photographe professionnel et d'obtenir un poster exclusive signée par le groupe! " . Les fans devront pré-commander le CD Black Anima ou l'un des deux disques vinyle en noir ou en rose. Ce fut la première pré-commande de l'album. 
Le 17 juillet 2019, le groupe a annoncé une "écoute de l'album en exclusif" parrainée par Century Media Records et Metal Hammer qui aura lieu le 6 septembre 2019 à l'attraction touristique du London Dungeon, à Westminster Bridge Road, Londres. La rédactrice en chef Merlin Alderslade de Metal Hammer écrit; "Metal Hammer est un fier supporter de Lacuna Coil depuis deux décennies, alors quand nous cherchions un groupe pour nous aider à créer quelque chose de spécial au génial London Dungeon, il n'a pas fallu longtemps pour qu'ils entrent dans la conversation." 
Le 25 juillet 2019, Rolling Stone a annoncé que Lacuna Coil se joindrait à des artistes tels que Third Eye Blind, Spiritualized et Save The Day pour participer à la sixième campagne annuelle de vinyle rose, Ten Bands One Cause, un organisme de bienfaisance qui fournit un soutien aux patients atteints de cancer. et leurs proches. Les sorties 2019 coïncideront avec le Mois national de sensibilisation au cancer du sein en octobre, et tous les bénéfices seront versés au Gilda's Club de New York,. 

### Tour
Pour promouvoir l'album, Lacuna Coil a rejoint All That Remains lors d'une tournée en tête d'affiche, Disease of the Anima à partir du 15 septembre 2019, au Webster Hall de New York. Ferro a déclaré: "Ceci est un programme tueur qui vous épatera! Nous avons hâte de franchir à nouveau vos scènes et de tous vous voir. " ,

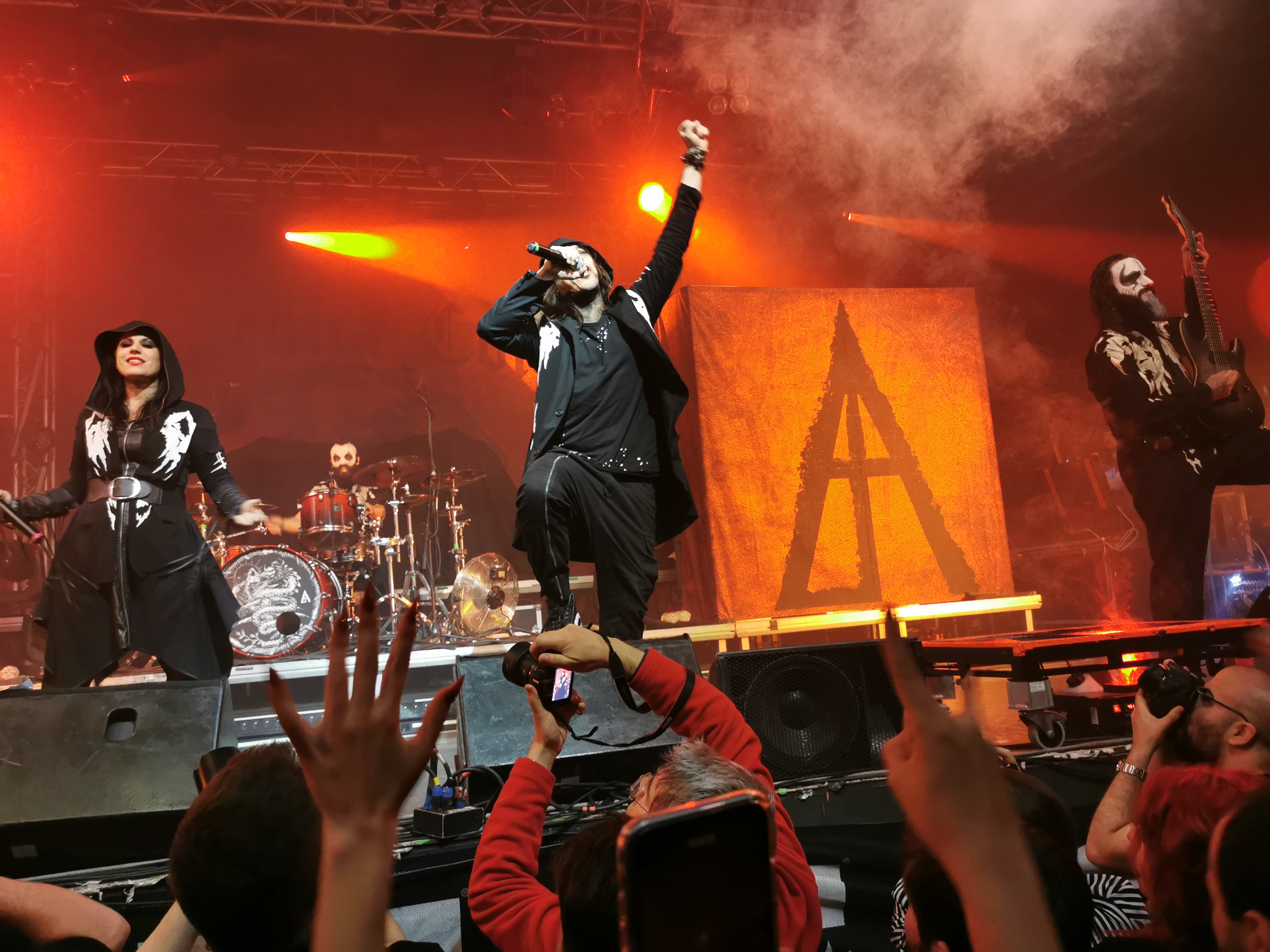
Lacuna Coil, lors du Black Anima World Tour en 2019 en compagnie d'Eluveitie et Infected Rain.

Après la tournée Disease of the Anima, Eluveitie accompagnera Lacuna Coil lors d'une tournée à la une en Europe et au Royaume-Uni à partir du 2 novembre 2019, ainsi qu'au Demodé Club de Bari. Ferro ajoute, "C'est pourquoi nous sommes vraiment ravis de faire équipe avec Eluveitie et nos copains de Infected Rain pour ce fantastique tour organisé. Le programme est assez diversifié et intéressant et nous avons hâte de le faire en Europe. Nous jouerons certaines de nos chansons classiques et introduirons de nouveaux morceaux! Nous savons que cette tournée va basculer, et nous savons que les fans vont en profiter autant que nous! " [CM] ,,

### Singles
"Layers of Time", le premier single de l'album, est sorti numériquement et sur les services de streaming le 26 juillet 2019. Lacuna Coil a fait équipe avec le réalisateur Roberto Cinardi (alias SaKu) pour tourner le clip "Layers of Time". SaKu a précédemment travaillé avec le groupe pour d'autres vidéos telles que " Spellbound ", " I Won't Tell You ", " End of Time " et le court-métrage de leur album Dark Adrenaline, Dark Passengers . 

## Musique et thèmes
Dans une interview en juillet 2019 au Rock Fest avec hardDrive Radio, Scabbia a déclaré que "anima" était le mot italien pour soul, ce qui se traduit littéralement par "black soul" (âme noire). Elle a décrit les nouveaux morceau comme "plus lourd et plus sombre" en plaisantant que l'explication était un peu cliché mais soutenant: "C'est en fait la vérité!" 
Elle a également déclaré à l'intervieweur Lou Brutus "Ce sera surprenant pour beaucoup de gens parce que nous avons expérimenté beaucoup de choses différemment, vocalement et musicalement... Quelqu'un nous a dit que cela ressemble presque à un comme si l'on entrait dans une cathédrale et ou on trouve un vaisseau spatial à l'intérieur. C'est une étrange combinaison de sons qui sont vraiment difficiles à décrire. " 
En élaborant le concept, Ferro a déclaré: "C'est un disque très complexe avec beaucoup de saveurs différentes. Nous expérimentons  [sic]  beaucoup sur les paroles à propos de nos changements, de nos vies, de la perte ou d'autres choses que vous apprenez avec l'âge mûr. Nous avons ressenti une connexion avec des gens qui ne sont plus avec nous, alors nous avons décidé de parler de cette connexion que nous ressentons au-delà de la vie. " Scabbia a également révélé que le discque "tournerait autour d'un livre".  

## Réception
L'album a reçu des critiques généralement favorables des critiques de musique. Le critiqueur d'Allmusic, Neil Z. Young a donné une critique positive à l'album, saluant en particulier la chanson " Layers of Time ", disant que " Cristina Scabbia et Andrea Ferro livrent une performance typiquement à succès" sur la chanson. Il termine la revue en déclarant que " Black Anima coupe au cœur de l'émotion humaine et fournit une maturation bienvenue pour le groupe".

## Pistes
Toutes les chansons sont écrites et composées par Lacuna Coil. 
| 1.    | Anima Nera               | 2:27 |
| 2.    | Sword of Anger           | 3:55 |
| 3.    | Reckless                 | 3:06 |
| 4.    | Layers of Time           | 4:08 |
| 5.    | Apocalypse               | 4:17 |
| 6.    | Now or Never             | 4:41 |
| 7.    | Under the Surface        | 4:14 |
| 8.    | Veneficium               | 6:11 |
| 9.    | The End Is All I Can See | 4:16 |
| 10.   | Save Me                  | 4:37 |
| 11.   | Black Anima              | 3:23 |
| 45:14 |                          |      |

| 12. | Black Feathers       | 4:12 |
| 13. | Through the Flames   | 5:30 |
| 14. | Black Dried Up Heart | 3:49 |

## Classements hebdomadaires
| Classement (2019)                       | Meilleure place |
| --------------------------------------- | --------------- |
| Allemagne (Media Control AG)            | 15              |
| Australie (ARIA)                        | 47              |
| Autriche (Ö3 Austria Top 40)            | 37              |
| Belgique (Flandre Ultratop)             | 35              |
| Belgique (Wallonie Ultratop)            | 28              |
| Canada (Canadian Albums Chart)          | 96              |
| Écosse (OCC)                            | 10              |
| Espagne (Promusicae)                    | 22              |
| États-Unis (Billboard 200)              | 87              |
| États-Unis (Billboard Hard Rock Albums) | 4               |
| États-Unis (Billboard Top Rock Albums)  | 13              |
| France (SNEP)                           | 65              |
| Italie (FIMI)                           | 23              |
| Royaume-Uni (UK Albums Chart)           | 45              |
| Royaume-Uni (Rock & Metal Albums)       | 2               |
| Suisse (Schweizer Hitparade)            | 13              |